# Sharmin Ratna
Sharmin Ratna (ur. 24 marca 1988 w Magurze) – banglijska strzelczyni specjalizująca się w strzelaniu z karabinu pneumatycznego, uczestniczka Letnich Igrzysk Olimpijskich 2012, kilkukrotna medalistka igrzysk Azji Południowej, igrzysk Wspólnoty Narodów i mistrzostw krajowych.
W 2007 roku zdobyła brązowy medal w krajowych mistrzostwach w strzelectwie, a w 2008 i 2010 wywalczyła medal srebrny. W 2009 roku zdobyła złoty medal mistrzostw Azji Południowej. Podczas Igrzysk Azji Południowej 2010, rozgrywanych w Dhace, zdobyła dwa złote medale – jeden w konkurencji indywidualnej i jeden w drużynowej. W tym samym roku wywalczyła trzy medale (dwa złote i jeden srebrny) podczas igrzysk Wspólnoty Narodów.
Kilkukrotnie reprezentowała Bangladesz na mistrzostwach Azji. Najwyższe miejsce zajęła na mistrzostwach w Dosze w 2009 roku (12. pozycja). Ponadto zajęła 24. miejsce na mistrzostwach w 2008 roku i 19. miejsce na turnieju w 2012 roku. W 2010 roku zajęła 35. miejsce na igrzyskach azjatyckich, a na mistrzostwach świata była 38.
Podczas igrzysk olimpijskich w Londynie wystąpiła w strzeleckiej konkurencji karabinu pneumatycznego z odległości 10 metrów i zajęła 27. miejsce wśród 56 zawodniczek.

## Osiągnięcia

### Igrzyska olimpijskie
| Igrzyska     | Konkurencja                | Wynik                                                             | Miejsce | Źródło |
| ------------ | -------------------------- | ----------------------------------------------------------------- | ------- | ------ |
| 2012, Londyn | Karabin pneumatyczny, 10 m | Kwalifikacje (nie awansowała do finału) 393 punkty (95-99-100-99) | 27      | [ 4 ]  |

### Igrzyska azjatyckie
| 2010, Kanton | – | 35. miejsce |

### Igrzyska Azji Południowej
| 2010, Dhaka | – | dwukrotnie 1. miejsce (indywidualnie), 1. miejsce (drużynowo) |

### Igrzyska Wspólnoty Narodów
| 2010, Nowe Delhi | – | 1. miejsce, 1. miejsce, 2. miejsce |

### Mistrzostwa świata
| 2010, Monachium | – | 38. miejsce |

### Mistrzostwa Azji
| 2008        | – | 24. miejsce |
| 2009, Dosze | – | 12. miejsce |
| 2012, Doha  | – | 19. miejsce |

### Mistrzostwa Bangladeszu
| 2007 | – | 3. miejsce |
| 2008 | – | 2. miejsce |
| 2009 | – | 1. miejsce |
| 2010 | – | 2. miejsce |